# Miles Morales
Miles Morales är en superhjälte från Marvel skapad av Brian Michael Bendis och Sara Pichelli. Han gjorde sin debut i serietidningen Ultimate Fallout #4 i augusti 2011. Han tar över rollen som Spider-Man efter att Green Goblin dödar Peter Parker i Ultimate-universumet. 

## Bakgrund
Miles Morales kommer från Brooklyn i New York och har både afroamerikansk och latinamerikansk bakgrund. Han är son till en amerikansk far och en puertoricansk mor. Miles är en intelligent nörd som gillar vetenskap liksom hans föregångare, Peter Parker. Till skillnad från Peter har inte Miles förlorat sin mor och far.
Norman Osborn och hans vetenskapsman, Dr. Markus, försöker att återskapa Oz formeln som skapade Spider-Man, med hjälp av blodprov som Osborn har tagit från Peter Parker. En natt när Prowler (Aaron Davis) bryter sig in i labbet för att stjäla en liten röd låda, så går en av de spindlar som har skapats av Markus, märkt med numret "42" på sin mage, ner i Prowlers väska, utan att han vet om det. Några dagar senare kommer Prowlers brorson, Miles, på besök och då blir han biten av spindeln. 

## I andra medier
- Den nya Spider-Man dräkten som Miles Morales bär finns tillgänglig i spelet Spider-Man: Edge of Time.[4]
- Han är också tillgänglig som en spelbar karaktär i Marvel Super Hero Squad Online.[5]
- Miles är huvudkaraktären i de animerade filmerna Spider-Man: Into the Spider-Verse och Spider-Man: Across the Spider-Verse.Sara Pichelli visar upp en teckning av Miles Morales

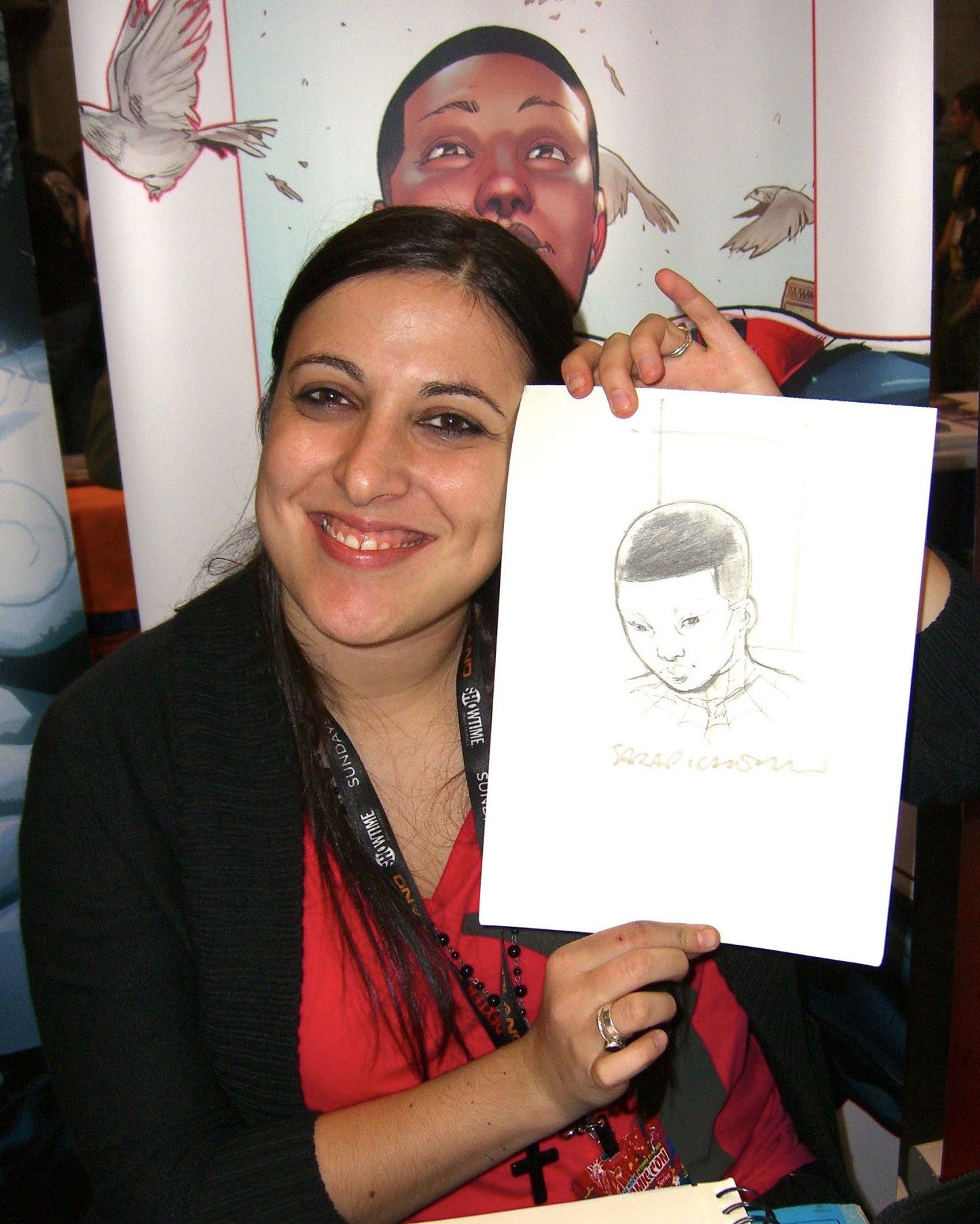
Sara Pichelli visar upp en teckning av Miles Morales